# Neriglissar
Neriglissar   (segle VI aC - 556 aC) o també Nergal-šar-uṣur va ser el quart rei de Babilònia de l'anomenada Dinastia Caldea entre els anys 560 aC i 556 aC, segons la Llista dels reis de Babilònia. Al Llibre de Jeremies se l'anomena Nebuzaradan.
Va derrocar el rei anterior, Amel-Marduk, fill de Nabucodonosor II. Era un general i ric hisendat que posseïa extensos dominis a la ciutat de Babilònia i a Opis. Havia tingut el càrrec de comissari reial al temple de Sippar, i com a militar havia participat probablement al setge i ocupació de Jerusalem l'any 587 aC. Va accedir al poder quan ja era gran, i va dedicar els quatre anys del seu regnat a obres de restauració de temples, palaus, canals de regadiu i de ports. L'últim any del seu regnat (557 aC-556 aC) va emprendre una campanya a Cilícia, ja que una part de la regió era vassalla de Babilònia i estava amenaçada per un regne veí. Va arribar fins a les fronteres del Regne de Lídia i va obrir amb aquest país una nova via de comunicació i comerç.
Segurament va morir poc després d'aquesta incursió bèl·lica, i el va succeir el seu fill Labashi-Marduk, que no va regnar gaire més de tres mesos.